# 武力ONE
《武力ONE》（全称「武力ONE：东京世界格斗锦标赛99」）由SNK制作的3D竞技格斗游戏，于1999年作为投币式街机游戏发布。这是为SNK的Hyper Neo Geo 64硬件开发的第七款也是最后一款游戏，与在该平台发布的其他游戏一样，它从未正式移植到家用游戏机上。原计划在PlayStation平台上发布，但从未正式发布。

## 剧情背景
1999年春季，来自世界各地的格斗家齐聚东京巨蛋，参加世界格斗锦标赛。每位选手都有自己的格斗项目，从流行的拳击、空手道和职业摔跤，到鲜为人知的合气道、太极和泰拳。最后，他们有机会证明哪种武术能征服一切。

## 登場人物
※「银」以外的角色有两种类型的结局，它会根据是否满足条件以及CPU「银」出现并被击败而变化。
天童凱（てんどう がい）［Gai Tendo］
声 - 檜山修之
- 格闘風格：综合格斗
- 生年月日：1982年4月11日
- 血液型：B型
- 国籍：日本
- 年齢：17歳
- 身長：175cm
- 体重：75kg
- 趣味：唱歌
- 适合新手玩家的角色

在沖繩訓練的天才戰士，有一只名叫「番長」的狗。后来在Dreamcast《拳皇99 进化》和街机版《拳皇2000》中作为援护出现，在街机版《拳皇XI》中，他作为亂入者和可操控角色出现。
坂崎亮（さかざき リョウ）［Ryo Sakazaki］
声 - 臼井雅基
- 格闘風格：空手道
- 生年月日：1967年8月2日
- 血液型：O型
- 国籍：日本
- 年齢：32歳
- 身長：179cm
- 体重：76kg
- 趣味：日曜大工、家庭菜園
- 适合中級玩家的角色

空手道先生（二代），《龍虎之拳》主角，也是极限流空手道教练。年纪比《龙虎之拳》时代大，穿灰色道服是而不是橙色。兼备力量和速度的打击技，使用《龙虎之拳》中的必杀技但沒有气弹。虽然有背摔，但没有纯粹的摔技。
帕雅·西提皮达（パヤック・シピタック）［Payak Sitpitak］
声 - 山西惇
- 格闘風格：泰拳
- 生年月日：1959年5月20日
- 血液型：A型
- 国籍：泰国
- 年齢：40歳
- 身長：180cm
- 体重：80kg
- 趣味：和家人一起看电影
- 适合新手玩家的角色

性格謙虚，他的儿子崇拜“東丈”。近距離和遠距離都拥有强力技能，摔跤有首相撲膝蹴。任何距离都容易战斗的标准角色。
徐龍誠（ソ・ヨンソン）［Seo Yong-song］
声 - 橋本潤
- 格闘風格：跆拳道
- 生年月日：1981年7月30日
- 血液型：A型
- 国籍：韓国
- 年齢：18歳
- 身長：177cm
- 体重：65kg
- 趣味：网上冲浪、收集钟表
- 适合中級玩家的角色

发型特别的大学生，在攻读量子物理学专业。虽然喜欢自夸，但并不轻视他人。因为主要使用足技，所以戰鬥距離长，但缺乏纯粹的投技手段。
伊万·索科洛夫（イワン・ソコロフ）［Ivan Sokolov］
声 - 有田洋之
- 格闘風格：摔跤
- 生年月日：1972年8月20日
- 血液型：AB型
- 国籍：俄羅斯
- 年齢：27歳
- 身長：175cm
- 体重：82kg
- 趣味：写信
- 适合高手玩家的角色

奥运会金牌得主，语调平淡少言，高中体育老师。投技丰富，特别是长距离抓取且不吃回技的单脚阻截非常强力。
暁丸（あかつきまる）［Akatsuki-maru］
声 - 矢野榮路
- 格闘風格：相撲
- 生年月日：1971年1月2日
- 血液型：B型
- 国籍：日本
- 年齢：28歳
- 身長：210cm
- 体重：170kg
- 趣味：驾驶
- 适合中級玩家的角色

擁有关胁称号的力士，本名矢野正治。耐力、攻击力、抗投掷能力都很高，但是缓慢且范围短。
羅布·派森（ロブ・パイソン）［Rob Python］
声 - 石井康嗣
- 格闘風格：拳击
- 生年月日：1964年5月1日
- 血液型：B型
- 国籍：美利堅
- 年齢：35歳
- 身長：190cm
- 体重：90kg
- 趣味：讀書
- 适合中級玩家的角色

具有很强职业素养的拳击手。由于只使用双手，触及范围较短，但具有出色的回转和冲刺能力。
雅克·杜卡利斯（ジャック・デュガリ）［Jacques Ducalis］
声 - 津田英治
- 格闘風格：柔道
- 生年月日：1967年7月6日
- 血液型：B型
- 国籍：法蘭西
- 年齢：32歳
- 身長：187cm
- 体重：100kg
- 趣味：柔道鍛錬
- 适合高手玩家的角色

話癆柔道奥运会金牌得主。投技多且有力，但打撃貧弱。组合后瓦解，可以移动重心，容易决定投球，但在规格上那个系统非常难使用。
帕特里克·范·海廷（パトリック・ファン・ヒディング）［Patrick van Heyting］
声 - Franky仲村
- 格闘風格：職業摔角
- 生年月日：1962年6月30日
- 血液型：O型
- 国籍：荷兰
- 年齢：37歳
- 身長：201cm
- 体重：120kg
- 趣味：和7岁的女儿一起玩
- 适合高手玩家的角色

职业摔跤手，语气略专横。他的很多技能都是大幅度，但击打和投掷技很全面，且耐力也很高。
西園寺貴人（さいおんじ たかと）［Takato Saionji］
声 - 矢野榮路
- 格闘風格：合氣道
- 生年月日：1982年3月22日
- 血液型：AB型
- 国籍：日本
- 年齢：17歳
- 身長：165cm
- 体重：49kg
- 趣味：園藝、料理
- 适合高手玩家的角色

根据祖父的意向不得已参賽的一本正经的高中生。对谁都用礼貌、谦恭的语言说话。因为擅长反击，拥有能让对手瘫痪的反击技巧，还有让人无法阻挡的步态，以及和外表不相稱的高攻击力。但在所有角色中最弱勢，体重也轻，所以很容易被投擲。
宋玄道（ソン・シャンタオ）［Song Xuandao］
声 - 逆木圭一郎
- 格闘風格：太極拳
- 生年月日：1929年12月31日
- 血液型：A型
- 国籍：中華
- 年齢：70歳
- 身長：170cm
- 体重：53kg
- 趣味：午睡和吟詩
- 适合中級玩家的角色

年长的拳法家。他虽然举止大方、温文尔雅，大气磅礴，但心地诚恳，武艺源远流长。他似乎知道齐尔巴的事。虽然攻击范围短，但迈步时的攻击却是锐利且长。近战时可以通过多种组合和投掷进行攻击，攻击很高。耐力低且易被投掷。
銀（ズィルバー）［Silber］
声 - 有田洋之
- 格闘風格：我流空手道
- 生年月日：1950年7月9日
- 血液型：B型
- 国籍：德意志
- 年齢：49歳
- 身長：182cm
- 体重：114kg
- 趣味：鍛煉眼力
- 适合高手玩家的角色
  - Boss，隐藏角色。
  - CPU“银”出現条件：如果满足以下条件，CPU银将出现在决赛（第8阶段）中。
在使用“银”以外的角色的情况下通关到决赛第4轮（第7阶段）。如果在预赛（第1至第3阶段）中落败，可以继续并选择“敗者復活戦”（如果选择“再戦”，则不满足条件），并赢得两场復活戦。进入决赛阶段，如果連續赢了4到7阶段，则满足条件。
  - 玩家使用条件：使用全部11个可用角色击败CPU“银”。

神秘的乱入者。总是保持沉默（即使在比赛中也只在使用技能时发出喊叫声）。除了他使用空手道这一事实之外，还有许多谜团。名稱是德语中的“银”，但不是真名。和天童凱一样，后来出现在《拳皇XI》中。虽然打击威力强大，但也有很多攻击出招后差距较大且缓慢。与坂崎亮相比，它是力量型空手道。

### 武力Girl
本作品中使用的角色均为男性，但为了活跃比赛气氛，有一个由5名竞选女孩组成的“武力 GIRL”。SNK在制作游戏时，在官网对这五位角色进行了人气投票，决定只让其中一位出现在游戏中。
遠野緋名子（とおの ひなこ）
- 出身地：大阪
- 年齢：21歳
- 身長：165cm
- 体重：50kg
- 三圍：B84 W59 H87

出现在游戏结束屏幕上。
酒井七海（さかい ななみ）
- 出身地：宮城
- 年齢：24歳
- 身長：167cm
- 体重：51kg
- 三圍：B79 W53 H83

幸田光（こうだ ひかる）
- 出身地：福岡
- 年齢：25歳
- 身長：170cm
- 体重：52kg
- 三圍：B89 W58 H90

丸亀みどり（まるかめ - ）
- 出身地：奈良
- 年齢：19歳
- 身長：163cm
- 体重：48kg
- 三圍：B90 W60 H90

桜田静絵（さくらだ しずえ）
- 出身地：東京
- 年齢：21歳
- 身長：165cm
- 体重：49kg
- 三圍：B86 W58 H87

## 反響
在1999年6月15日的Game Machine杂志中被列为当月最成功的街机游戏。

## 相关游戏
- 龙虎之拳 - 坂崎亮的原生系列。
- 拳皇 - 天童凱曾出现在拳皇99的主机版本中，并在拳皇2000中作为援護出现。天童凱和銀后来在拳皇 XI中作为隱藏对手出现。
- 饿狼传说：野心之战 - PlayStation版以“武力One”中年长的坂崎亮为主角，名叫“空手道先生”。
- Neo Geo格鬥竞技场 - 坂崎亮以“空手道先生”的名义出现。